# Arturo de Córdova
Arturo de Córdova (Mérida, 8 de maio de 1908 - Cidade do México, 3 de novembro de 1973) foi um ator mexicano. Cordova ganhou reconhecimento por seu papel em Por Quem os Sinos Dobram (1943) dirigido por Sam Wood, além de ter participado de outros 105 filmes americanos e estrangeiros.

## Filmografia parcial
| Ano  | Filme                                   | Personagem                     | Nota(s)                                      |
| ---- | --------------------------------------- | ------------------------------ | -------------------------------------------- |
| 1937 | Ave sin rumbo                           | Fernando Noriega "Juan Torres" | Título alternativo: Wandering Bird           |
| 1938 | La Zandunga                             | Juancho                        |                                              |
| 1938 | While Mexico Sleeps                     | Federico La Cierva             |                                              |
| 1939 | El milagro de la calle mayor            | Carlos                         |                                              |
| 1939 | La casa del ogro                        | Fermin                         |                                              |
| 1939 | "¡Que viene mi marido!"                 | Luis                           |                                              |
| 1940 | Mala yerba                              | Gertrudis                      |                                              |
| 1942 | Alejandra                               | Ricardo                        |                                              |
| 1943 | For Whom the Bell Tolls                 | Agustín                        |                                              |
| 1943 | Hostages                                | Paul Breda                     |                                              |
| 1944 | Frenchman's Creek                       | Jean Benoit Aubrey             |                                              |
| 1945 | A Medal for Benny                       | Joe Morales                    |                                              |
| 1945 | La selva de fuego                       | Luciano                        |                                              |
| 1947 | New Orleans                             | Nick Duquesne                  |                                              |
| 1947 | Five Faces of Woman                     | Roberto                        |                                              |
| 1948 | God Reward You                          |                                |                                              |
| 1948 | Passport to Rio                         | Ramón Machando                 |                                              |
| 1948 | Adventures of Casanova                  | Casanova                       |                                              |
| 1949 | Fascinación                             |                                | Título alternativo: Fascination              |
| 1949 | The Yacht Isabel Arrived This Afternoon |                                |                                              |
| 1951 | Stronghold                              | Don Pedro Álvarez              |                                              |
| 1951 | The Absentee                            |                                |                                              |
| 1953 | Las tres perfectas casadas              |                                |                                              |
| 1953 | Él                                      | Francisco Galván de Montemayor |                                              |
| 1955 | Leonora of the Seven Seas               |                                |                                              |
| 1955 | Mãos Sangrentas                         | Adriano/Rick Marson            |                                              |
| 1955 | Un extraño en la escalera               |                                |                                              |
| 1955 | The Red Fish                            |                                |                                              |
| 1958 | Miércoles de ceniza                     | Dr. Federico Lamadrid          |                                              |
| 1959 | Isla para dos                           | Miguel Reyes                   | Título alternativo: Island for Two           |
| 1960 | El esqueleto de la señora Morales       | Dr. Morales                    | Título alternativo: Skeleton of Mrs. Morales |
| 1965 | El pecador                              | Mario                          | Título de alternativo: Sinful                |
| 1967 | Los perversos                           | Padre Miguel Antonio           |                                              |
| 1970 | La agonía de ser madre                  | Luis García                    | Título de alternativo: Agony to Be a Mother  |
| 1971 | El profe                                | Gobernador                     | Título de alternativo: The Professor         |